# Hoher Gleirsch
Le Hoher Gleirsch est une montagne qui s’élève à 2 492 m d’altitude dans les Karwendel, en Autriche.